# 한국불교선농회
한국불교선농회는 온갖 공해로 날로 황폐화되어 가는 토양을 회복시켜 생태계를 되살리고 농촌 환경오염을 개선함과 동시에 역사속의 청정국토 정신을 바탕으로 도·농간의 유대를 강화시키며 후손들에게 이상적인 삶의 터전조성에 기여할 목적으로 1998년 11월 13일 설립된 대한민국 농림수산식품부 소관의 사단법인이다. 사무실은 대전광역시 서구 (대전광역시) 갈마2동 1219, 해명정사 내에 있다.

## 주요 사업
- 유기농산물 생산사업
- 도․농간 직거래사업
- 음식물 찌꺼기 퇴비화 재활용사업
- 희망의 축산농장(오리, 돼지, 닭)
- 행복한 노후 스스로 만들기 공동 부업장 서비스
- 불자 부녀회 자원봉사자 양성
- 교육·홍보사업
- 기타 자선사업